# Boris Gelfand

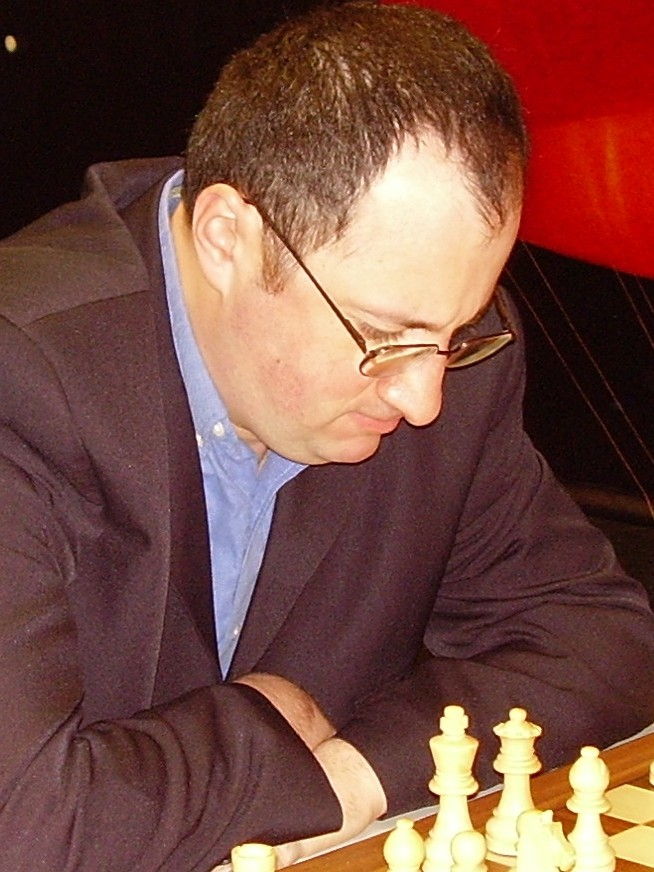
Boris Gelfand

Boris Abramovitsj Gelfand (Russisch: Борис Абрамович Гельфанд; Wit-Russisch: Барыс Абрамавіч Гельфанд, Barys Abramawitsch Helfand; Hebreeuws: בוריס גלפנד) (Minsk, 24 juni 1968) is een Israëlisch schaker van Wit-Russische afkomst; hij is sinds 1989 een  grootmeester (GM).

## Schaakcarrière
In 1985 werd hij jeugdkampioen van de Sovjet-Unie en in 1988 eindigde hij gedeeld eerste bij de jeugdwereldkampioenschappen en won hij het Europees schaakkampioenschap voor junioren. Eveneens in 1988 won hij de hoofdgroep van het OHRA-schaaktoernooi in Amsterdam, samen met Boris Gulko en Eric Lobron.
In 1989 werd hij gedeeld Europees kampioen bij de junioren en werd hij grootmeester.
Gelfand heeft diverse grote toernooien gewonnen, zoals Hoogovens 1992, Moskou 1992, Dos Hermanas 1994, Belgrado 1995, Tilburg 1996, Polanica Zdrój 1998 en 2000.

### Kandidaat
In 1990 won Gelfand samen met Vasyl Ivantsjoek het Interzone-toernooi van Manilla en plaatste zich zo voor de kandidatenmatches voor het wereldkampioenschap. Hij versloeg daarin Predrag Nikolic maar verloor van Nigel Short.
In 1993 won hij wederom een Interzone-toernooi, ditmaal in Biel. In de daaropvolgende kandidatenmatches versloeg hij Michael Adams en Vladimir Kramnik. In de finale verloor hij echter van Anatoli Karpov.
In 2005 bereikte Gelfand de kwartfinale van de FIDE World Cup en plaatste zich daarmee voor kandidatenmatches die in Elista werden gehouden. Gelfand versloeg Rustam Kasimdzjanov en Gata Kamsky en plaatste zich zodoende voor het wereldkampioenschap schaken 2007. Hij eindigde daar op de met Vladimir Kramnik gedeelde 2e/3e plaats.
In 2009 won Gelfand de FIDE World Cup 2009 en verwierf zich daarmee een plaats in de kandidatenmatches in Kazan in 2011. Hij wist ook deze te winnen en kon zodoende Viswanathan Anand uitdagen voor een match om het wereldkampioenschap. Deze match, het Wereldkampioenschap schaken 2012 verloor hij nipt.